# Chaos A.D.
Chaos A.D. es el quinto álbum de estudio de la banda brasileña de thrash metal Sepultura, lanzado el 2 de septiembre de 1993 por la compañía discográfica Roadrunner Records. La producción estuvo a cargo de Andy Wallace y se grabó en los estudios Rockfield, Reino Unido. El sonido de este álbum, en contraste con los anteriores trabajos de la banda, es más oscuro y pesado, aunque la crítica considera que Chaos A.D. es uno de los discos más importantes e influyentes de todos los tiempos. Este repentino cambio de estilo provocó una división de opiniones entre los seguidores de la banda, mientras que algunos pensaban que con su nuevo sonido se habían vendido, otros alabaron la nueva propuesta.
La canción «Kaiowas» es un tema acústico de corte étnico, que se convirtió en todo un espectáculo en las actuaciones en vivo, por incorporar enormes secciones de percusión e invitar a otras bandas para tocar la canción conjuntamente. Jello Biafra, vocalista de Dead Kennedys, colaboró en «Biotech Is Godzilla», mientras que Evan Seinfield de Biohazard hizo su aparición en «Slave New World». Además, el tema «The Hunt» es una canción versionada del grupo británico New Model Army. Por su parte, «Manifest» habla acerca de la masacre de Carandiru, un motín en la prisión de Carandiru de São Paulo, Brasil, en el que murieron 111 presos.
Chaos A.D. fue un trabajo que influenció musicalmente a otras bandas reconocidas como Deftones y Korn según su principal voz en aquella época, Max Cavalera, después de unas declaraciones realizadas a miembros del portal web live-metal.net. Max dijo que al inicio sus carreras, estos grupos fueron influenciados por el trabajo de Sepultura: «[ellos] escucharon Chaos A.D. religiosamente cuando empezaron», también confesaron que el disco era uno de sus favoritos en aquella época. El álbum fue certificado disco de oro por la Recording Industry Association of America (RIAA), después de haber vendido más de 500 000 unidades en Estados Unidos y alcanzó la posición 32 en el listado Billboard 200.
Según el analista y crítico Steve Huey, miembro oficial del portal Allmusic, Chaos A.D. es «uno de los mejores álbumes de heavy metal de todos los tiempos».

## Producción

### Grabación
La banda consideró trabajar con una serie de artistas reconocidos, entre ellos, el compositor John Zorn, Garth «GGGarth» Richardson, Bob Rock y Al Jourgensen líder y fundador de la banda Ministry. Sin embargo, se decidieron finalmente por Andy Wallace que había realizado algunos trabajos en Arise, el cuarto álbum de estudio. En esta producción Sepultura trabajó lo más distanciado posible y Wallace sugirió los estudios Rockfield, situado al sur de Gales, Reino Unido.
Gloria Cavalera, esposa de Max, era la mánager del grupo y estuvo a cargo de toda la planificación, el proceso de liberación y varios asuntos relacionados con la promoción. El estudio de grabación, además de contar con una sala de captación y control también estaba equipada con mesas de billar y otros atractivos, entre ellos, un piano que utilizó la banda Queen para el sencillo «Bohemian Rhapsody» del álbum A Night at the Opera.
La canción «Kaiowas» fue grabada en vivo, en medio de las ruinas del castillo medieval Chepstow. Era una pista totalmente acústica, con Andreas Kisser y Max Cavalera en las guitarras, Igor Cavalera en la batería y el bajista Paulo Jr. en todo el manejo de la percusión. Cuando grabaron «Kaiowas», el cuarteto nunca consideró interpretar la pista en vivo, porque pensaban que sería demasiado difícil reproducir los sonidos de los tambores en el escenario. Sin embargo, cambiaron de opinión después de ver un video de la banda estadounidense Neurosis: «nosotros vimos el video en vivo, donde los integrantes de la banda dejaron sus guitarras y todos empezaron a tocar la batería en el escenario», recuerda el guitarrista Andreas Kisser. «Nosotros decidimos probar la misma cosa», ensayamos una vez y fue maravilloso. Desde entonces, la banda no dejó de interpretar la canción en sus presentaciones.
Durante las sesiones de grabación de Chaos A.D., Sepultura registró varias canciones versionadas como «The Hunt», del grupo británico New Model Army, «Inhuman Nature» de Final Conflict, «Polícia» del grupo brasileño Titãs y «Crucificados pelo Sistema» de Ratos de Porão. Curiosamente, Igor Cavalera era fan de New Model Army y convenció a los demás miembros de la banda a incluir «The Hunt» en la producción. Paulo bromeó y dijo que el dinero del LP iría directamente a las nuevas prótesis de Justin Sullivan, vocalista y líder de New Model Army. Las otras tres canciones versionadas fueron incorporadas al lado b y también en el álbum recopilatorio Blood-Rooted.

### Temática
Sepultura se basó en varios sucesos ocurridos en Brasil, por lo que las canciones reflejan enojo y gran cantidad de críticas hacia el gobierno, la fuerza pública y la sociedad. La letra del sencillo «Refuse/Resist» menciona como los carros de combate disputan confrontamientos contra la policía. El estribillo Refuse! Resist! se asemeja a un lema de una protesta, en la cual, gran cantidad de personas nativas y asiáticas intervienen, todos contra la policía antidisturbios. El video muestra imágenes muy fuertes, donde se evidencian manifestaciones de centenares de personas, algunos con artefactos explosivos. «Territory» se enfoca en un conflicto político entre el pueblo palestino e israelí, mientras que «Slave New World», escrita con la colaboración del bajista de Biohazard, Evan Seinfeld, critica la censura.
«Amen» relata un suceso donde perecieron más de setenta personas, una tragedia vivida por el líder davidiano David Koresh, cincuenta y cuatro adultos y veintiún niños por causa de un incendio que consumió todo el lugar. «Manifest» habla de la masacre de Carandiru y «Kaiowas» hace referencia a un suicidio colectivo originado por una tribu indígena, luego de que el gobierno de Brasil ordenara el desalojo de sus tierras, mientras que «Nomad», escrita por Andreas Kisser, relata la vida de aquellas personas que son expulsadas de su lugar de origen.
En 2008, en declaraciones a la revista británica Kerrang!, el líder Max Cavalera habló sobre varios sucesos de la vida real que sirvieron de base para Chaos A.D.: «el tema «Refuse/Resist» es una canción antipolicía, una verdadera pieza de la anarquía. Podría llamarse el disco de la rebelión. «Manifest» trata sobre la masacre de prisioneros por parte de la policía en una cárcel de São Paulo. Ciento once presos murieron, y uno de mis amigos estaba allí y tomó fotos de todo, una de las cuales utilizamos en el álbum».
En Chaos A.D. Sepultura honró a uno de sus máximos ídolos, el cantante y activista político Jello Biafra. Max Cavalera había llamado a Biafra pidiéndole que contribuyera con una canción para el álbum, y que la temática se enfocara sobre el creciente movimiento neonazi: «le pregunté por algo así como la segunda parte de la canción «Nazi Punks Fuck Off»», recordó Max, refiriéndose al tema original del controversial grupo Dead Kennedys. Pero Biafra no estaba interesado en recordar viejas ideas y sugirió llamarla «Biotech Is Godzilla», que había escrito durante su visita a la Cumbre de la Tierra, la conferencia mundial sobre la ecología organizada en la ciudad de Río de Janeiro. «Biafra se gastó diez minutos explicándome sus teorías alocadas» dijo Max a Anamaria G. de la revista Bizz. También afirmó que el presidente George W. Bush había enviado un grupo de científicos a Brasil para probar gérmenes y bacterias en seres humanos, y utilizarlos en los conejillos de Indias. Las letras dicen que la biotecnología creó el sida, pero no dicen que la tecnología es mala, sólo que están en manos equivocadas».

### Estilo musical
Después de consolidarse en el thrash metal durante gran parte de sus inicios, la banda decide experimentar e introducir nuevos estilos musicales. Chaos A.D. necesitaba un cambio y así lo entendieron los miembros de la banda. En una entrevista para la revista Metal Hammer, Max Cavalera habló sobre un cambio de estilo en esta producción, en ofrecer algo diferente al público y los seguidores. Los temores sobre un posible «estancamiento» musical fue uno de los motivos para el cambio en Chaos A.D.: «Necesitábamos algunas ideas frescas para volver a ese viejo entusiasmo, ya sabes». La implementación de ritmos y sonidos brasileños, acompañados de intensos riffs de guitarra y de otros géneros como groove metal, hardcore punk y death metal definieron la música de Chaos A.D. de forma magistral.
La primera pista «Refuse/Resist», consolidó la nueva dirección musical del grupo: sonidos más lentos, con más enfoque al groove que a la velocidad. En la introducción de la canción se escuchan los latidos del corazón del hijo de Max, Zyon Cavalera, seguido de varios tambores afrobrasileños que recuerdan al grupo de samba y reggae Olodum. Chaos A.D. fue el primer disco en incorporar afinaciones de guitarra más reducidas. La mitad de las canciones del álbum se componen por la nota musical Re y el resto, a excepción de «Kaiowas» (basada en la scordatura DADGBE y medio tono), utiliza la afinación Tuning E ♭ (un tipo de afinación de la guitarra).
La diversidad fue la clave para Chaos A.D., en cada una de las canciones se ofrece algo diferente sin importar la combinación de géneros presentes. «The Hunt» es la típica canción que representa el heavy metal, «Manifest» y «Clenched Fist» son claros exponentes del metal industrial, «Biotech Is Godzilla» es sinónimo del más puro hardcore y «Refuse/Resist» «podría haber sido creada por un grupo de death metal», según Max. «Nomad», con sus riffs característicamente lentos fue descrito como una respuesta al sencillo «Sad but True» de Metallica, según Andreas Kisser. El álbum también incorporó sonidos acústicos reflejados en el tema «Kaiowas»: «es como una mezcla de Led Zeppelin, Sonic Youth y Olodum» dijo Max de esta canción en particular. La revista británica Dazed & Confused dijo que el álbum «marcó un alejamiento de las raíces thrash, centrándose más lento». Mientras que el libro The 100 Greatest Metal Guitarists del autor británico Joel McIver, dice que mostró «un alejamiento del metal extremo a un sonido más punk, con mayor énfasis al groove». Incluso, McIver afirmó que Chaos A.D. expuso los primeros signos del género groove metal que logró establecerse a mediados de la década de 1990.

### Diseño de portada
La parte estética de Chaos A.D. siempre fue importante para Max Cavalera. El trabajo le fue encargado al artista americano Michael Whelan, quien había colaborado para grupos y solistas de la talla de Meat Loaf, The Jackson 5, Obituary, entre muchos otros. Cavalera concedió unas palabras a la compañía discográfica Roadrunner Records, después de que Chaos A.D. fuera seleccionada como una de las mejores portadas en toda la historia de la compañía.

«Hay una gran cantidad de detalle en las ilustraciones de Michael Whelan. Hay un montón de pequeñas cosas para que la gente mire, en la maquinaria se puede observar pequeñas manos y las caras de las personas y cosas por el estilo. Yo estaba muy orgulloso porque me gusta mucho Michael Whelan, creo que es uno de los mejores artistas. Y estoy muy orgulloso de haber trabajado con él en Chaos y expresarle mis ideas.»
Max Cavalera, Roadrunner Records.

Whelan trabajó anteriormente en los álbumes Beneath the Remains y Arise, por lo que esta fue su tercera participación con la banda. La idea sobre el diseño estuvo a cargo de Max y Whelan plasmó esa idea, en base al nombre del álbum. Roadrunner Records seleccionó a Chaos A.D. en la séptima posición, mientras que su posterior álbum, Roots, terminaría en la tercera posición.

## Lanzamiento

### Promoción
En el momento en que la banda se dispuso a promocionar Chaos A.D., la compañía discográfica Roadrunner Records decidió aportar una cuantiosa suma de dinero para las giras y las campañas de mercadotecnia como estrategia comercial. Conscientes de la creciente popularidad de la banda brasileña, la compañía se gastó aproximadamente US$ 1.000.000, inversión que en ese momento fue la más grande para la empresa estadounidense, que vio como el grupo rápidamente garantizó el éxito en diversos países, entre ellos, Reino Unido, Bélgica y Francia, debido a las múltiples certificaciones discográficas. Los brasileños también firmaron un acuerdo de distribución exclusiva con otra empresa discográfica importante, Epic Records, que en aquella época trabajaba con artistas importantes como Pearl Jam y Rage Against the Machine. Sin embargo, las relaciones entre Epic y Sepultura se deterioraron sorpresivamente, hasta el punto de dejar a un lado al cuarteto brasileño e invertir dinero en otras bandas como Fight y Prong.
El Chaos A.D. tour kickstarted se llevó a cabo el 23 de octubre de 1993. Ese día debutó en el escenario el grupo británico de música doom metal Paradise Lost, como acto de apertura. La gira fue un éxito, excepto por un incidente ocurrido con la policía de Berlín, después de que éstos recibieran una llamada sobre un cargamento de droga que se encontraba en el autobús de la banda; a las autoridades se les informó que dicho cargamento era de cocaína. Enfurecido por la situación y el procedimiento de búsqueda y captura injusta por parte de la policía, Max Cavalera modificó la canción «Antichrist», del EP Bestial Devastation (1985), dándole por nombre «Anti-Cop». Después de este suceso procedieron a tocar la canción en vivo durante todo el recorrido.
Durante 2013 y 2014 Sepultura recorrió diversas ciudades alrededor del mundo, entre ellas, Chicago, Italia, Dublín, Liverpool, Glasgow, entre otros. Una de las presentaciones del grupo ocurrió en su país natal Brasil, donde compartieron escenario con The Ramones ante miles de seguidores: «Cinco mil personas se presentan en mi ciudad natal, todos fanes de Sepultura, así que fue genial», «fue un viaje legendario» comentaba Max Cavalera en una entrevista.
Durante la gira en Europa, hubo rumores sobre una posible presentación de la banda en el festival musical Hollywood Rock de Brasil, en 1994. El evento fue celebrado en las ciudades de São Paulo y Río de Janeiro simultáneamente.

### Formatos
Chaos A.D. fue lanzado en diversos países y formatos, que van desde el CD, LP y casete hasta el Minidisc (MD), digipak, caja recopilatoria y el disco de vinilo. Dependiendo del formato, se encuentran pistas adicionales que complementan el disco, la versión americana consta de doce pistas, mientras que la mayoría de versiones europeas contiene dieciséis, cuatro de ellas como pistas adicionales. Hay temas que aparecen en ciertos formatos, como «Silence», «Chaos B.C.» y «The End», esta última aparece como pista oculta en una edición especial lanzada en Brasil.
También varían algunas portadas, como una edición promocional lanzada para Europa. Presenta el nombre de la banda y el logotipo de la letra S en color rojo, en el centro, una de las portadas poco inusuales en este trabajo. Mientras que una edición neerlandesa contiene fotografías y diseños artísticos del sencillo «Territory». Los discos en físico también muestran variaciones, algunos en color naranja, negro, morado y el tradicional.
En 2002 se lanzó un DVD llamado Sepultura - Chaos DVD, un recopilatorio de varias presentaciones en vivo que incluye canciones del álbum Chaos A.D.: «Polícia» «Kaiowas» «Territory» «Refuse/Resist» y «Slave New World».

## Recepción

### Crítica
Chaos A.D. recibió muy buenas críticas de especialistas. Steve Huey, miembro oficial de Allmusic alabó el trabajo de Sepultura en todos los aspectos, en los ritmos, las voces, la originalidad y la composición. El cuarteto brasileño se vio influenciado por una serie de situaciones ocurridas en su país de origen, como la masacre de Carandiru, donde murieron ciento once personas. Tomaron como referencia este suceso y crearon la canción «Manifest» que critica al gobierno de Brasil y la «brutalidad de la policía». Para concluir, Huey dijo que «es un trabajo notable» cargado de fuerza y originalidad, «uno de los mejores álbumes de heavy metal de todos los tiempos».
Daina Darzin, de la revista estadounidense Rolling Stone hizo un análisis más retrospectivo. Habló de los orígenes de la banda, de las tribus indígenas nativas de Brasil y de otros sucesos que empañaron la imagen del país sudamericano. Canciones como «Kaiowas», «Biotech Is Godzilla» y «Manifest» reflejan violencia, asesinatos y corrupción. El primer tema mencionado es un llamado de atención a toda la comunidad brasileña, por la contaminación que se vive en la ciudad de Cubatão, producto de grandes refinerías y fábricas; un extracto de la canción dice: «el aire se funde tu cara, niños deformes por todas partes». Mientras que la segunda hace referencia a un «suicidio en masa» por parte de una tribu, después que el gobierno les ordenara salir de sus tierras. De formal general, Darzin afirmó que ningún otro grupo de aquella época representaba mejor los sonidos del death metal.
La revista europea Metal Storm dijo que Chaos A.D. es un «álbum valiente y casi perfecto», que a pesar de las cítricas recibidas por algún sector sobre una posible comercialización de su música, sobre la base de diversos hechos nefastos en Brasil, la calidad y la excelencia de este trabajo es maravillosa.
Metalsucks.net, un portal especializado en música metal dijo que Sepultura realizó un trabajo notable al fusionar géneros musicales, algo que nunca hizo desde su origen: es un «brillante ejemplo de reinvención artística». También recordó que el grupo siempre mantuvo como base el thrash metal, pero eso no fue impedimento para hacer «algo diferente» e incorporar sonidos y ritmos brasileños: «(...) suena como una verdadera evolución». Por su parte, wilson & alroy's record reviews concedió cuatro de cinco estrellas al afirmar que el álbum en general describe un sonido más completo y complejo, en contraste a sus álbumes anteriores. Además se caracteriza por la incorporación de riffs de guitarra en la mayoría de canciones, «temas políticos» y el aporte del músico Jello Biafra en la canción «Biotech Is Godzilla».
Por último, el portal web live-metal.net afirmó que Chaos A.D. le dio la posibilidad a la banda de «expandir y diversificar su sonido por primera vez», tan importante el cambio que ayudó «a dar luz al término groove metal», «(...) un estilo que más tarde fue una gran influencia en Korn y otras bandas de metal (...)». También dijo que la adopción de una temática relacionada con la política y la sociedad era algo poco común en aquella época, debido a que la mayoría de bandas que se identificaban con los géneros thrash y death metal solo cantaban canciones sobre Satanás y el ocultismo.

### Rendimiento comercial
El álbum recibió múltiples certificaciones discográficas en varios países. En Estados Unidos fue certificado oro por superar las 500 000 copias y en otros cuatro países, incluido Brasil. Mientras que en Reino Unido logró la certificación de plata por vender más de 60 000 unidades. En cuanto al posicionamiento, Chaos A.D. llegó al puesto número treinta y dos en el listado Billboard 200 y cincuenta y cinco en Reino Unido. También entró en las listas de varios países europeos. Por otra parte, la revista Kerrang! seleccionó a Chaos A.D. en la tercera posición como uno de los mejores álbumes de 1993, mientras que otras revistas europeas como Rockdelux y Raw también valoraron positivamente el trabajo, como uno de los álbumes más importantes de 1993 y esenciales de los años 1990.
El sencillo «Refuse/Resist» fue uno de los más destacados del álbum, por ser una de las cuarenta canciones más grandiosas del metal según el canal estadounidense VH1. La canción se ubicó en la posición número veintiséis del listado. Asimismo, logró entrar en Irlanda y Reino Unido, en la posición veintinueve y cincuenta y uno respectivamente.
«Slave New World» se ubicó en la posición cuarenta y seis en Reino Unido y treinta y dos en la lista sueca. Mientras que «Territory» llegó a la octava posición en la lista irlandesa y cincuenta en la neozelandesa durante una semana, también se hizo acreedor del premio Viewer's Choice Internacional en la categoría de mejor vídeo, en los MTV Video Music Awards 1994.

### Reconocimientos
- 100 mejores álbumes de Brasil, revista Rolling Stone, 2007.[71]
- 100 discos más importantes de los años 1990, revista Terrorizer, 2000.[72]
- 90 álbumes más esenciales de los años 1990, revista Raw, 1995.[65]
- 200 mejores álbumes de la década de 1990, revista Metal Hammer, 2006.[73]
- Tercera posición como mejor álbum del año, revista Kerrang!, 1993.[63]
- Vigésimo lugar en los álbumes del año, revista Raw y Rockdelux, 1993.[65][64]

## Lista de canciones
Toda la música compuesta por Sepultura
| No | Canción                    | Letras          | Duración |
| -- | -------------------------- | --------------- | -------- |
| 1  | «Refuse/Resist»            | Max Cavalera    | 3:20     |
| 2  | «Territory»                | Andreas Kisser  | 4:47     |
| 3  | «Slave New World»          | Evan Seinfeld   | 2:55     |
| 4  | «Amen»                     | Max Cavalera    | 4:27     |
| 5  | «Kaiowas»                  | Instrumental    | 3:43     |
| 6  | «Propaganda»               | Max Cavalera    | 3:33     |
| 7  | «Biotech Is Godzilla»      | Jello Biafra    | 1:52     |
| 8  | «Nomad»                    | Andreas Kisser  | 4:59     |
| 9  | «We Who Are Not as Others» | Max Cavalera    | 3:42     |
| 10 | «Manifest»                 | Max Cavalera    | 4:49     |
| 11 | «The Hunt»                 | Justin Sullivan | 3:59     |
| 12 | «Clenched Fist»            | Max Cavalera    | 4:58     |

- Nota: álbum versión americana
- Nota: «The Hunt» es una canción versionada de New Model Army

## Posicionamiento
| Lista          | Posición | Semanas |
| -------------- | -------- | ------- |
| Estados Unidos | 32       | 7       |
| Japón          | 39       | 3       |
| Hungría        | 23       | 2       |
| Reino Unido    | 11       | 4       |
| Australia      | 27       | 4       |
| Alemania       | 11       | 10      |
| Suiza          | 15       | 7       |
| Austria        | 19       | 16      |
| Países Bajos   | 21       | 33      |
| Noruega        | 16       | 3       |
| Suecia         | 11       | 10      |
| Nueva Zelanda  | 15       | 3       |

## Certificaciones
| País           | Certificación | Ventas  |
| -------------- | ------------- | ------- |
| Estados Unidos | Oro           | 500 000 |
| Australia      | Oro           | 35 000  |
| Brasil         | Oro           | 100 000 |
| Bélgica        | Oro           | 25 000  |
| Indonesia      | Oro           | 25 000  |
| Reino Unido    | Plata         | 60 000  |

## Créditos
| Sepultura - Max Cavalera - Voz y guitarra rítmica - Igor Cavalera - Batería y percusión - Andreas Kisser - Guitarra líder - Paulo Jr. - Bajo | Producción - Silvio Bibika – Equipos - Simon Dawson – Ingeniero - Alex Newport – Efectos de audio - Dave Somers – Ingeniero - Andy Wallace – Producción - George Marino – Masterización - Steve Remote – Ingeniero - Michael Whelan – Artista - Gary Monroe – Fotografía |